# 滕侯轂
滕侯轂，姬姓，名轂，為春秋諸侯國滕國君主之一，是滕國第13任君主。
《春秋》記載「隱公七年春，滕侯卒」，清人陳厚耀謂此人名轂，近人張志鵬謂是滕國第13任君主.